# Ultimate Collection Tour
Ultimate Collection Tour – europejska trasa koncertowa Anastacii, która odbyła się na przełomie 2016 i 2017 r. Niektóre koncerty stanowiły festiwale rockowe.

## Program koncertów
1. „Instrumental Sequence”
2. „Army of Me”
3. „Sick and Tired”
4. „Stupid Little Things”
5. „Instrumental Sequence”
6. „Paid My Dues”
7. „Welcome To My Truth”
8. „Pieces of a Dream”
9. „Why'd You Lie to Me”
10. „Cowboys & Kisses”
11. „The Saddest Part”
12. „In Your Eyes”
13. „Everything Burns”
14. „Dance Sequence” (z fragmentami „Lifeline”)
15. „Heavy on My Heart”
16. „Stay”
17. „You'll Never Be Alone”
18. „I Belong To You (Il Ritmo della Passione)”
19. „Instrumental Sequence”
20. „Not That Kind”
21. „Love Is a Crime”
22. „I'm Outta Love”

Bisy:
1. „Left Outside Alone”
2. „One Day in Your Life”

## Lista koncertów
1. 3 kwietnia 2016 - Padwa, Włochy - Gran Teatro Geox
2. 4 kwietnia 2016 - Mediolan, Włochy - Gran Teatro Linear4 Ciak
3. 6 kwietnia 2016 - Bolzano, Włochy - PalaResia
4. 8 kwietnia 2016 - Barcelona, Hiszpania - Sala 1 Pau Casals (Festival Mil•lenni)
5. 9 kwietnia 2016 - Madryt, Hiszpania - Palacio Municipal de Congresos
6. 17 kwietnia 2016 - Kempten, Niemcy - Bigbox Allgau
7. 18 kwietnia 2016 - Norymberga, Niemcy - Meistersingerhalle
8. 20 kwietnia 2016 - Utrecht, Holandia - TivoliVredenburg
9. 21 kwietnia 2016 - Luksemburg, Luksemburg - Den Atelier
10. 23 kwietnia 2016 - Paryż, Francja - Le Trianon
11. 24 kwietnia 2016 - Bruksela, Belgia - Ancienne Belgique
12. 26 kwietnia 2016 - Hamburg, Niemcy - Theater am Großmarkt
13. 27 kwietnia 2016 - Hanower, Niemcy - Theater am Aegi
14. 29 kwietnia 2016 - Stuttgart, Niemcy - Beethoven-Saal
15. 30 kwietnia 2016 - Berlin, Niemcy - Admiralspalast
16. 2 maja 2016 - Londyn, Anglia - London Palladium
17. 3 maja 2016 - Birmingham, Anglia - Symphony Hall
18. 5 maja 2016 - Manchester, Anglia - Albert Hall
19. 6 maja 2016 - Glasgow, Szkocja - Glasgow Royal Concert Hall
20. 8 maja 2016 - Dublin, Irlandia - Olympia Theatre
21. 10 maja 2016 - Gateshead, Anglia - Sage One
22. 12 maja 2016 - Groningen, Holandia - De Oosterport
23. 14 maja 2016 - Siegen, Niemcy - Groβes Zelltheater (KulturPur)
24. 4 czerwca 2016 - Esbjerg, Dania - Vognsbølparken (Esbjerg Rock Festival)
25. 6 czerwca 2016 - Mannheim, Niemcy - Rosengarten Mozartsaal
26. 9 czerwca 2016 - Londyn, Anglia - Hampton Court Palace
27. 17 czerwca 2016 - Essen, Niemcy - Colosseum Theater
28. 19 czerwca 2016 - Zurych, Szwajcaria - Kongresssaal
29. 20 czerwca 2016 - Lozanna, Francja - Théâtre de Ballieu
30. 22 czerwca 2016 - Budapeszt, Węgry - Papp László Budapest Sportaréna
31. 24 czerwca 2016 - Halle, Niemcy - Händel Halle
32. 25 czerwca 2016 - Haga, Holandia - ZuiderPark (Night at the Park)
33. 26 czerwca 2016 - Genk, Belgia - Stadsplein 1 (Genk on Stage)
34. 29 czerwca 2016 - Bilbao, Hiszpania - Euskalduna Conference Centre
35. 1 lipca 2016 - Murcja, Hiszpania - Cuartel de Artilleria
36. 2 lipca 2016 - Walencja, Hiszpania - Jardines de los Viveros
37. 4 lipca 2016 - Straubing, Niemcy - Festspielplatz - Am Hagen (Bluetone)
38. 5 lipca 2016 - Verbania, Włochy - Teatro Magiore
39. 6 lipca 2016 - Carpi, Włochy - Piazza dei Martiri (Carpi Summer Fest)
40. 9 lipca 2016 - Tysnes, Norwegia - Kontor (Tysnesfest)
41. 11 lipca 2016 - Monachium, Niemcy - Tollwood-Musik Arena (Tollwood Summerfestival)
42. 12 lipca 2016 - Dinslaken, Niemcy - Burgtheater Dinslaken (Fantastival)
43. 14 lipca 2016 - Schopfheim, Niemcy - Marktplatz Schopfheim (Sommersound)
44. 15 lipca 2016 - Gießen, Niemcy - Open-Air-Kino Gelände (Open-Air-Kino-Gelände Gießen)
45. 16 lipca 2016 - Dinslaken, Niemcy - Burgthater Dinslaken (Fantastival)
46. 19 lipca 2016 - Grugliasco, Włochy - Gru Village (Gru Village Festival)
47. 20 lipca 2016 - Lukka, Włochy - Plac Napoleoński (Lucca Summer Festival)
48. 22 lipca 2016 - Taormina, Włochy - Teatro Anfiteatro Greco di Taormina
49. 23 lipca 2016 - Palermo, Włochy - Teatro di Verdura
50. 24 lipca 2016 - Pula, Włochy - Forte Arena
51. 26 lipca 2016 - Rottweil, Niemcy - Ferienzauber Rottweil
52. 28 lipca 2016 - Rudkøbing, Dania - Rue Mark 11 (Langelands Festival)
53. 30 lipca 2016 - Oulu, Finlandia - Koskikeskus Island (Qstock)
54. 2 sierpnia 2016 - Monte Urano, Włochy - Piazza della Libertá
55. 4 sierpnia 2016 - Ostuni, Włochy - Foro Boario
56. 11 marca 2017 - Merkers, Niemcy - Erlebinsgerwerk Konzertsaal
57. 12 marca 2017 - Wuppertal, Niemcy - Uni-Halle
58. 15 marca 2017 - Saarbrücken, Niemcy - Saarlandhalle
59. 24 marca 2017 - Warszawa, Polska - Hala Torwar (festiwal Night of the Proms)
60. 25 marca 2017 - Łódź, Polska - Atlas Arena (festiwal Night of the Proms)
61. 23 kwietnia 2017 - Samnaun, Szwajcaria - Alp Trida (International Spring Snow Festival)
62. 5 maja 2017 - Berno, Szwajcaria - Kuursal Arena (Moments in Music)
63. 6 maja 2017 - Zug, Szwajcaria - Bossard Arena
64. 24 maja 2017 - Basingstoke, Anglia - The Anvil
65. 25 maja 2017 - Bristol, Anglia - Colston Hall
66. 27 maja 2017 - Manchester, Anglia - O2 Apollo Manchester
67. 28 maja 2017 - Birmingham, Anglia - Symphony Hall
68. 30 maja 2017 - Glasgow, Szkocja - Glasgow Royal Concert Hall
69. 31 maja 2017 - Edynburg, Szkocja - Usher Hall
70. 1 czerwca 2017 - Gateshead, Anglia - Sage One
71. 3 czerwca 2017 - Sheffield, Anglia - Sheffield City Hall
72. 4 czerwca 2017 - Cardiff, Walia - St. Davis Hall
73. 5 czerwca 2017 - Nottingham, Anglia - Nottingham Royal Concert Hall
74. 7 czerwca 2017 - Ipswich, Anglia - Regent Theatre
75. 8 czerwca 2017 - Londyn, Anglia - Eventim Apollo
76. 10 czerwca 2017 - Bournemouth, Anglia - Windsor Hall
77. 11 czerwca 2017 - Brighton, Anglia - Brighton Dome
78. 5 lipca 2017 - Madryt, Hiszpania - Real Jardín Botánico Alfonso XIII
79. 8 lipca 2017 - Schaan, Liechtenstein - Saal am Lindplatz (FL1 Life)
80. 9 lipca 2017 - Weert, Holandia - Riviereweg (Bospop)
81. 17 lipca 2017 - Tuttlingen, Niemcy - Burg Hornberg (Tuttlinger Honberg-Sommer)
82. 18 lipca 2017 - Singen, Niemcy - Festung Hohentwiel (Hohentwielfestival)
83. 20 lipca 2017 - Winterbach, Niemcy - Festivalgelände Fabrikstraße (Zeltspektakel)
84. 21 lipca 2017 - Fryburg Bryzgowijski, Niemcy - Zelt-Music Festival
85. 22 lipca 2017 - Bad Lippspringe, Niemcy - Arminiuspark (Landesgartenschau)
86. 25 lipca 2017 - Ebern, Niemcy - Schloss Eyrischof
87. 26 lipca 2017 - Calw, Niemcy - Kloster Hirsau (Calwer Klostersommer in Hirsau
88. 29 lipca 2017 - Åsnes, Norwegia - Trestokkfestivalen
89. 2 sierpnia 2017 - Schwetzingen, Niemcy - Schloss Schwetzingen
90. 4 sierpnia 2017 - Alzey, Niemcy - Schloss Alzey Schlosshof
91. 5 sierpnia 2017 - Hamburg, Niemcy - Kulturzentrum Heidbarghof Osdorf
92. 6 sierpnia 2017 - Warendorf, Niemcy - Freibad am Emssee
93. 8 sierpnia 2017 - Hanau, Niemcy - Schloss Phillipsruhe
94. 11 sierpnia 2017 - Troisdorf, Niemcy - Open Air Platz Troisdorf
95. 12 sierpnia 2017 - Middelkerke, Belgia - nieznane miejsce koncertu
96. 15 sierpnia 2017 - Tallinn, Estonia - nieznane miejsce koncertu
97. 16 sierpnia 2017 - Jurmała, Łotwa - Dzintari Concert Hall
98. 17 sierpnia 2017 - Połąga, Litwa - nieznane miejsce koncertu

## Zespół Anastacii
- Gitary: DeeRal Aldridge i Anders Grahn
- Gitara basowa: Orefo Orakwue
- Keyboardy: Gary Sanctuary
- Perkusja: Steve Barney
- Chórki: Maria Quintile
- Tancerze: Christine Anderson i Anjula Kelly-Nair